# U-391
Unterseeboot 391 foi um submarino alemão do Tipo VIIC, pertencente a Kriegsmarine que atuou durante a Segunda Guerra Mundial.

## Comandantes
| Comandante         | Data                                         |
| ------------------ | -------------------------------------------- |
| Oblt. Gert Dültgen | 24 de abril de 1943 - 13 de dezembro de 1943 |

## Subordinação
Durante o seu tempo de serviço, esteve subordinado às seguintes flotilhas:
| Período                                       | Flotilha                                  |
| --------------------------------------------- | ----------------------------------------- |
| 24 de abril de 1943 - 30 de setembro de 1943  | 5. Unterseebootsflottille (treinamento)   |
| 1 de outubro de 1943 - 13 de dezembro de 1943 | 3. Unterseebootsflottille (serviço ativo) |

## Operações conjuntas de ataque
O U-391 participou das seguinte operações de ataque combinado durante a sua carreira:
- Rudeltaktik Eisenhart 1 (9 de novembro de 1943 - 15 de novembro de 1943)
- Rudeltaktik Schill 3 (18 de novembro de 1943 - 22 de novembro de 1943)
- Rudeltaktik Weddigen (22 de novembro de 1943 - 7 de dezembro de 1943)